# Phrynobatrachus bequaerti
Phrynobatrachus bequaerti is een kikker uit de familie Phrynobatrachidae en het geslacht Phrynobatrachus. De soort werd voor het eerst wetenschappelijk beschreven door Thomas Barbour en Arthur Loveridge in 1929. Oorspronkelijk werd de wetenschappelijke naam Arthroleptis bequaerti gebruikt. Er is nog geen Nederlandstalige naam voor de soort. De soortaanduiding bequaerti is een eerbetoon aan Joseph Charles Bequaert.

## Verspreiding en habitat
Phrynobatrachus bequaerti komt voor in delen van Afrika en leeft in de landen Burundi, Congo-Kinshasa en Rwanda. Mogelijk leven er eveneens leden behorende tot de soort in Oeganda. De natuurlijke habitat van Phrynobatrachus bequaerti bestaat uit moerassen.